# Садиба Липинських (Затурці)
Садиба родини Липинських у Затурцях — пам'ятка історії національного значення. З вересня 2011 року, після реставрації, — меморіальний музей В'ячеслава Липинського.

## Липинські в Затурцях
Родовід Липинських у Затурцях починається з одруження доньки власника Затурців Йосипа Бечковського Емілії з Володимиром-Северином-Маріаном Липинським, рід якого мав маєтності на Поділлі. Їх син Казимир-Сильвестр-Антоній після виходу у відставку з військової служби почав господарювати в родинному маєтку. Завдяки цілеспрямованій праці власника господарство стало одним із найкращих у краї.

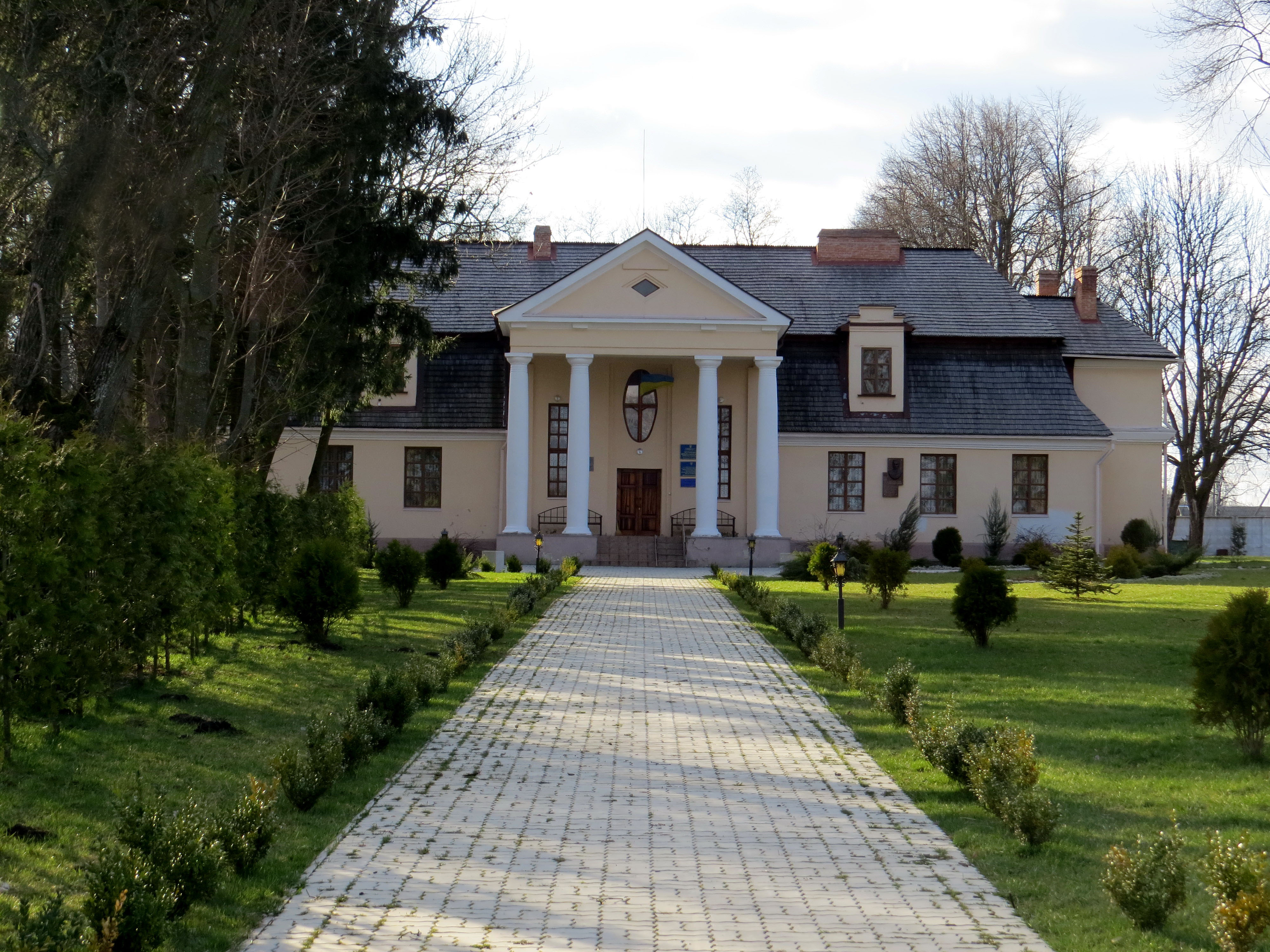
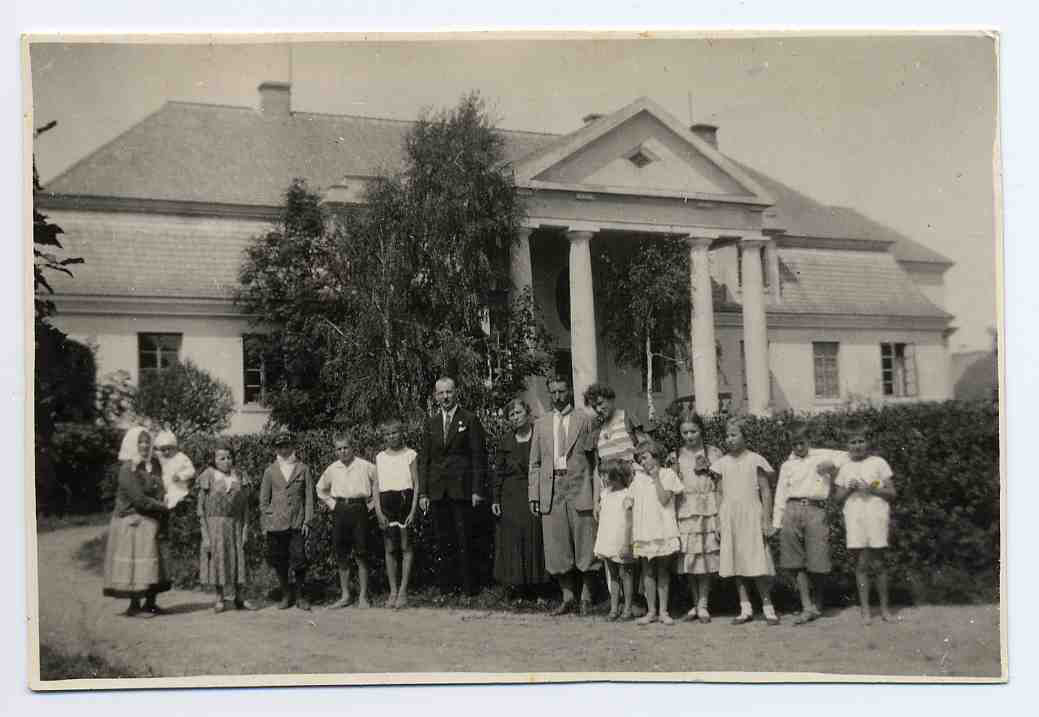
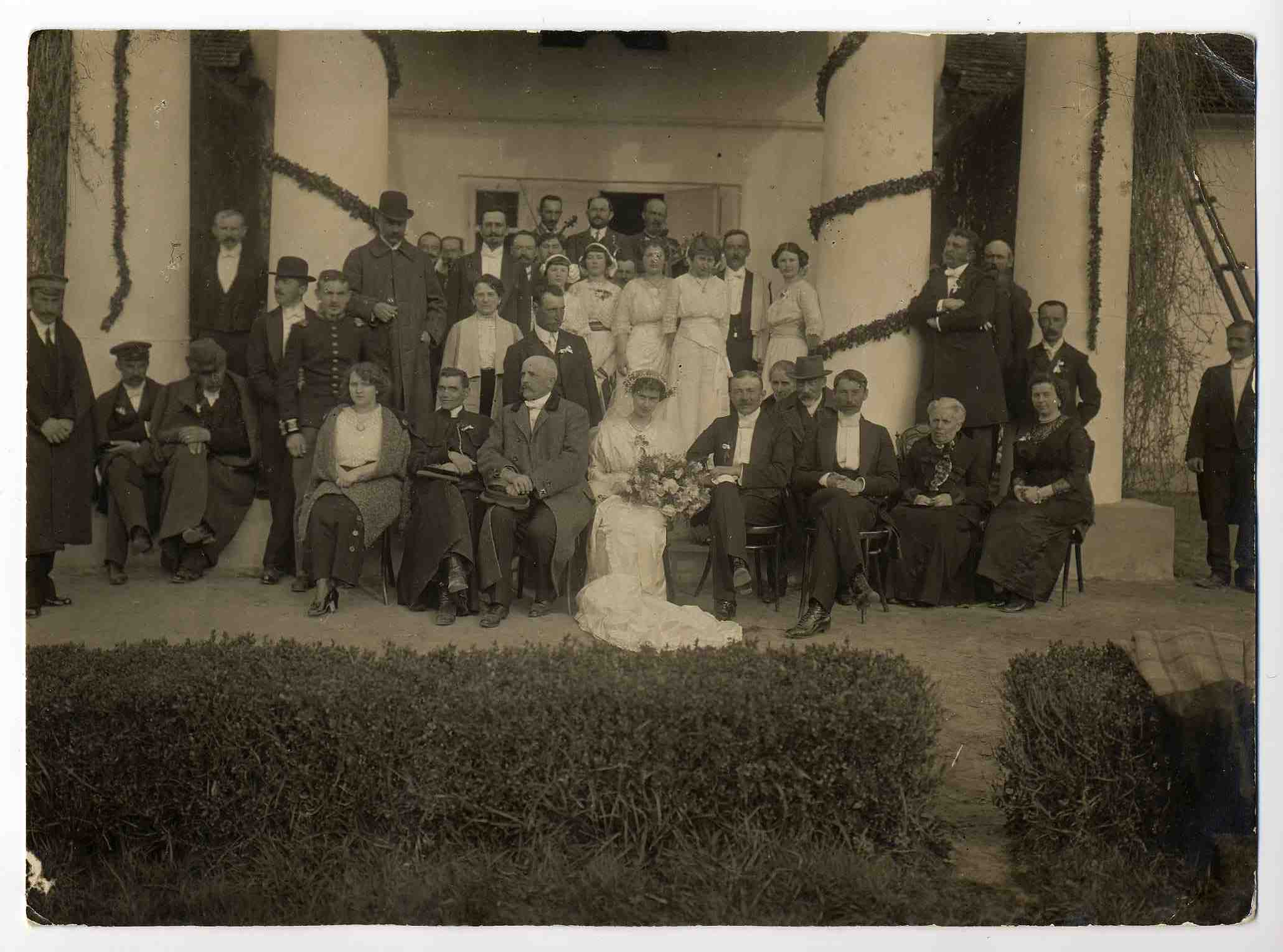
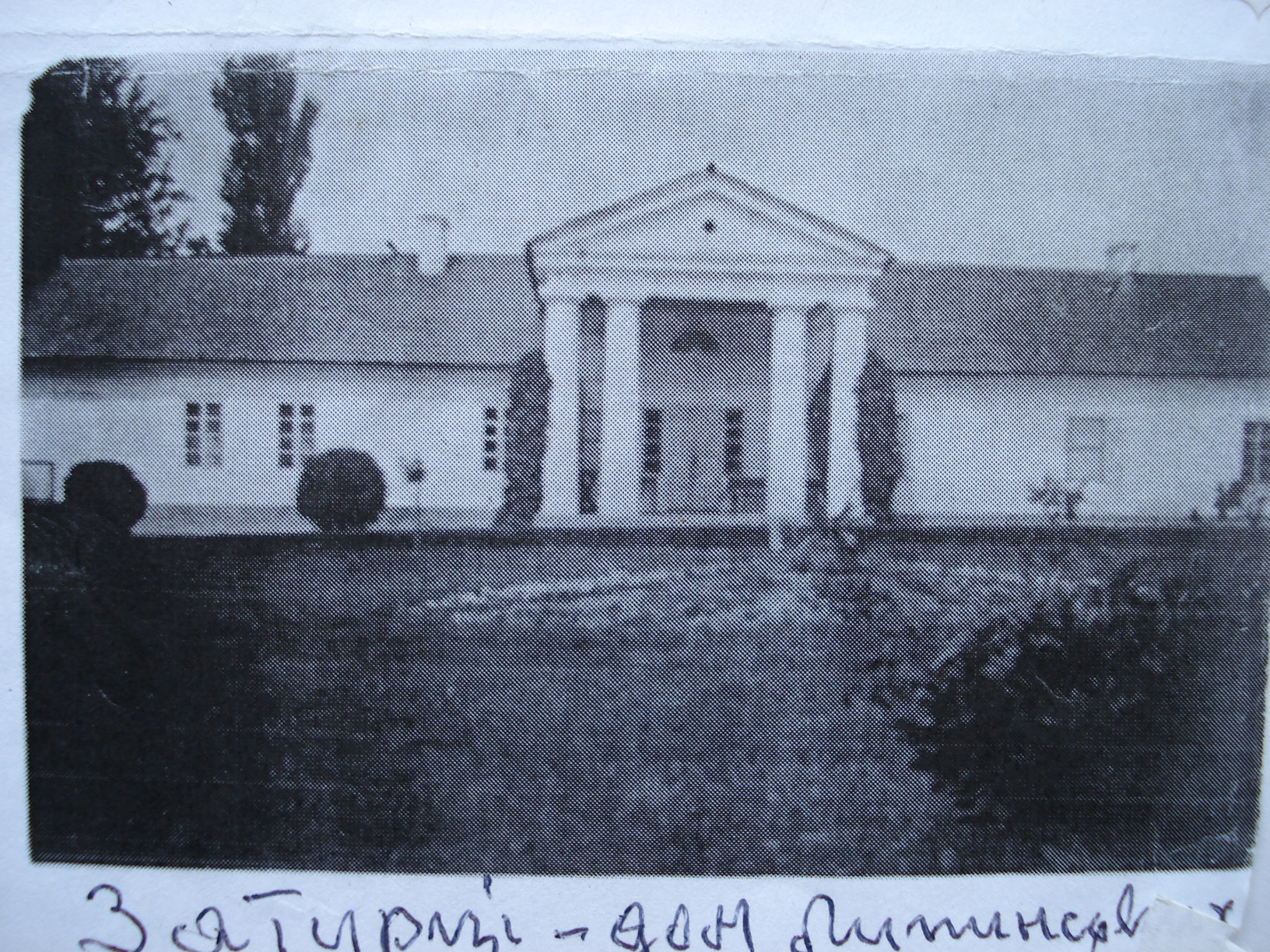